# Institut national supérieur de l'enseignement technique de Yamoussoukro
L'Institut national supérieur de l'enseignement technique (INSET) était une école ivoirienne à Yamoussoukro. 
Il fait partie de l’Institut national depuis 1996.
C’était un vaste ensemble de 150 000 m² a été réalisé par Bouygues en 1982. Véritable école polytechnique, il assurait la formation des ingénieurs et techniciens supérieurs en technologies industrielles. Initialement installé à Abidjan dès 1975, à proximité du campus, l'INSET a ensuite été transféré à Yamoussoukro à partir de la rentrée d'octobre 1983.
Entre autres activités, l'INSET était chargée de l'attribution des noms de domaines Internet en Côte d'Ivoire.